# تايج رونيان
تايج رونيان (بالإنجليزية: Tygh Runyan)‏ هو موسيقي وممثل أمريكي وكندي، ولد في 13 يونيو 1976 بفانكوفر في كندا.

## أعمال

### أفلام
- (2002) كا-19 صانعة الأرامل[5]
- (2006) أفاعي في طائرة[6]
- (2007) مخيم التدريب
- (2010) عطش

## وصلات خارجية
- تايج رونيان على موقع IMDb (الإنجليزية)
- تايج رونيان على موقع ديسكوغز (الإنجليزية)
- تايج رونيان على موقع قاعدة بيانات الفيلم (الإنجليزية)